# Alvis Silver Crest
Der Alvis Silver Crest war ein PKW, den Alvis von 1936 bis 1940 als Nachfolger des Modells Silver Eagle fertigte. Zugleich rückte er aber auch näher an das Luxusmodell Crested Eagle heran. Vom Charakter her war der Silver Crest ein großer, schwerer, auf Komfort ausgelegter Reisewagen.

## Beschreibung
Die neue Modellbezeichnung verband Namenselemente der Baureihe Silver Eagle (1930 bis 1931 und 1934 bis 1936) mit denen der höher positionierten Baureihe Crested Eagle (1933 bis 1934 sowie 1937 bis 1939). Die neue Modellbezeichnung trug dem Umstand Rechnung, dass der Silver Crest nicht die traditionelle vordere Starrachse mit halbelliptischen Längsblattfedern des Silver Eagle übernahm, sondern die vordere Einzelradaufhängung mit einzelner Querblattfeder erhielt, die Alvis 1933 mit den Modellen Speed 20 SB sowie Crested Eagle TD und TE eingeführt hatte. Auch nutzte der Silver Crest nicht das schmalere Fahrgestell des Silver Eagle, sondern eine kürzere Variante des Crested Eagle. Äußerliches Unterscheidungsmerkmal des Silver Crest sind seine für damalige Verhältnisse ungewöhnlich breiten, jedoch kleinen 16-Zoll-Räder, wohingegen der Silver Eagle hohe, schmale 20-Zoll- und der Crested Eagle breite 19-Zoll-Räder besitzen.
1936 erschien zunächst das Modell TF. Es war mit dem Sechszylinder-Reihenmotor mit hängenden Ventilen des Silver Eagle SG ausgestattet, der aus 2362 cm³ Hubraum (Bohrung × Hub = 67,5 mm × 110 mm) eine Leistung von nunmehr 68 bhp (50 kW) bei nur noch 3800/min schöpfte. Das Gemisch wurde weiterhin von drei SU-Vergasern aufbereitet. Der Antrieb erfolgte wie gewohnt über eine starre, an zwei halbelliptischen Längsblattfedern geführte Hinterachse.
Der Radstand des Wagens war auf 3048 mm gewachsen und erreichte die im angelsächsischen Raum markante Schwelle von 10 Fuß. Die Spurweite vergrößerte sich auf 1422 mm und entsprach damit den großen Sechszylindermodellen Crested Eagle, Speed 20, Speed 25 und 4.3 litre.
Die zumeist eleganten Limousinen- und Cabrioletaufbauten des Silver Crest erreichten auf diesem Chassis eine Länge von 4699 mm und eine Breite von 1778 mm. Ihre Breite entsprach damit derjenigen des Luxusmodells Crested Eagle, ihre Gesamtlänge ordnete sich zwischen den Modellen Crested Eagle TA und TJ (mit kurzem Radstand) und den Varianten TB und TK (mit langem Radstand) ein. Als Höchstgeschwindigkeit wird 114,5 km/h angegeben.
1937 wurde dem TF das Modell TH zur Seite gestellt. Bei ansonsten gleicher Auslegung hatte es einen Motor mit 2762 cm³ Hubraum (Bohrung × Hub = 73 mm × 110 mm) erhalten, der 95 bhp (70 kW) bei 4000/min leistete. Das Triebwerk war eine leistungsstärkere Weiterentwicklung von demjenigen des 1935 und 1936 angebotenen und nun eingestellten Speed 20 SC und SD. Damit erreichte das Fahrzeug eine Höchstgeschwindigkeit von 132 km/h.
1940 wurde die Baureihe kriegsbedingt ersatzlos eingestellt.